# Demonax divisus
Demonax divisus är en skalbaggsart som beskrevs av Louis Alexandre Auguste Chevrolat 1863. Demonax divisus ingår i släktet Demonax och familjen långhorningar. Inga underarter finns listade i Catalogue of Life.